# لئون بل بل
لئون بِل‌بِل (انگلیسی: Leon Bell Bell؛ زادهٔ ۶ سپتامبر ۱۹۹۶) بازیکن فوتبال است.
از باشگاه‌هایی که در آن بازی کرده‌است می‌توان به باشگاه فوتبال کایزرسلاوترن اشاره کرد.